# Copa Africana de Clubes Campeones 1991
La Copa Africana de Clubes Campeones de 1991 fue la 26.ª edición del torneo anual de fútbol a nivel de clubes de África organizado por la CAF.
El Club Africain de Túnez ganó la final, siendo el campeón por primera vez.

## Ronda preliminar
| Equipo 1         | Agr.        | Equipo 2        | Ida | Vuelta |
| ---------------- | ----------- | --------------- | --- | ------ |
| Ifodje Atakpamé  | 1–3         | Sahel SC        | 0–0 | 1–3    |
| ASF Fianarantsoa | 4–1         | Saint-Louis FC  | 4–1 | 0–0    |
| LDF              | 0–3         | Pamba SC        | 0–3 | 0–0    |
| AS Tempête Mocaf | 2–8         | Petro Atlético  | 2–4 | 0–4    |
| Brewery          | w/o         | Jadidka         | 1   |        |
| Denver Sundowns  | 1–1 (4–2 p) | Gaborone United | 0–1 | 1–0    |

1 el Jadidka abandonó el torneo.

## Primera ronda
| Equipo 1             | Agr.           | Equipo 2                | Ida | Vuelta |
| -------------------- | -------------- | ----------------------- | --- | ------ |
| Al-Ahly              | w/o            | Brewery                 | 1   |        |
| Al-Ittihad           | 0–2            | ASEC Mimosas            | 0–2 | 0–0    |
| Al-Merrikh           | 1–1 (7–8 pen.) | Nakivubo Villa          | 1–0 | 0–1    |
| Club Africain        | 7–2            | Requins de l'Atlantique | 5–1 | 2–1    |
| FC Lupopo            | 1–1 (a)        | JAC Port-Gentil         | 1–1 | 0–0    |
| Gor Mahia            | 1–4            | Highlanders             | 1–0 | 0–4    |
| Hearts of Oak        | 5–5 (v.)       | Petro Atlético          | 4–2 | 1–3    |
| Inter Club           | 2–2 (v.)       | Vital'O                 | 2–1 | 0–1    |
| Iwuanyanwu Nationale | 3–2            | Old Edwardians          | 3–0 | 0–2    |
| Kabylie              | 6–1            | Elect-Sport             | 6–0 | 0–1    |
| Matchedje            | 1–2            | Pamba                   | 1–1 | 0–1    |
| Nkana Red Devils     | w/o            | ASF Fianarantsoa        | 6–0 | 2      |
| Port Autonome        | 0–1            | Djoliba                 | 0–0 | 0–1    |
| Sahel                | 1–3            | Wydad Casablanca        | 0–0 | 1–3    |
| Sunrise Flacq United | 7–2            | Denver Sundowns         | 6–0 | 1–2    |
| Union Douala         | 5–1            | Étoile Filante          | 3–0 | 2–1    |

1 Brewery abandonó el torneo.

2 ASF Fianarantsoa abandonó el torneo luego del 1.er partido.

## Segunda ronda
| Equipo 1             | Agr.         | Equipo 2             | Ida | Vuelta |
| -------------------- | ------------ | -------------------- | --- | ------ |
| Al-Ahly              | 4–1          | Highlanders          | 3–1 | 1–0    |
| Club Africain        | 2–0          | Djoliba              | 2–0 | 0–0    |
| Iwuanyanwu Nationale | 7–1          | JAC Port-Gentil      | 5–0 | 2–1    |
| Kabylie              | 1–3          | Wydad Casablanca     | 1–0 | 0–3    |
| Nakivubo Villa       | 5–3          | Pamba                | 4–1 | 1–2    |
| Nkana Red Devils     | 4–3          | Sunrise Flacq United | 4–1 | 0–2    |
| Petro Atlético       | 1–1 (1-3 p.) | ASEC Mimosas         | 1–0 | 0–1    |
| Union Douala         | 2–0          | Vital'O              | 2–0 | 0–0    |

## Cuartos de final
| Equipo 1             | Agr.         | Equipo 2         | Ida | Vuelta |
| -------------------- | ------------ | ---------------- | --- | ------ |
| Al-Ahly              | 2–2 (2-4 p.) | Nakivubo Villa   | 2–0 | 0–2    |
| Club Africain        | 2–1          | WAC Casablanca   | 2–0 | 0–1    |
| Iwuanyanwu Nationale | 3–3 (6-5 p.) | ASEC Mimosas     | 3–0 | 0–3    |
| Union Douala         | 2–2          | Nkana Red Devils | 2–1 | 0–1    |

## Semifinales
| Equipo 1       | Agr.     | Equipo 2             | Ida | Vuelta |
| -------------- | -------- | -------------------- | --- | ------ |
| Club Africain  | 4–4 (v.) | Nkana Red Devils     | 3–0 | 1–4    |
| Nakivubo Villa | 4–3      | Iwuanyanwu Nationale | 3–2 | 1–1    |

## Final
| Equipo 1      | Agr. | Equipo 2       | Ida | Vuelta |
| ------------- | ---- | -------------- | --- | ------ |
| Club Africain | 7–3  | Nakivubo Villa | 6–2 | 1–1    |

## Campeón
| Bandera de Túnez        |
| Club Africain 1º título |